# 約因巴赫河
46°36′55″N 7°06′04″E / 46.6154°N 7.10123°E

約因巴赫河是瑞士的河流，位於該國中西部，流經伯恩州和弗里堡州，屬於薩訥河的支流，河道全長22.8公里，流域面積179平方公里，河口處在格呂耶爾湖。